# Sonne (2022)
Sonne ist ein österreichischer Spielfilm unter der Regie von Kurdwin Ayub aus dem Jahr 2022. Der Film feierte im Februar 2022 auf der Berlinale seine Weltpremiere in der Sektion Encounters und erhielt dort den GWFF-Preis für den besten Erstlingsfilm. Nach Aussage von Produzent Ulrich Seidl geht es in diesem Film um Familie und Familienbindungen, das Ringen von Teenagern um einen Platz im Leben, um Ausländer und ausländische Kulturen, Religion und religiöse Verirrungen, die Flucht aus unserer westlichen Welt, Sehnsucht und Mangel an Orientierung und die Welt von Youtube.

## Handlung
Hauptfigur ist Yesmin, eine junge Kurdin im Oberstufenalter, die in Österreich aufgewachsen ist, eine gute Schülerin ist und Kopftuch trägt. Ihre Familie stammt aus dem Irak. Ihre Mutter ist religiös, man sieht sie in weißer Burka beim Gebet. Yesmin hat einen jüngeren Bruder, Kerim. Zu ihrem Vater Omar hat sie eine enge Beziehung; in einer der Eingangsszenen rasiert sie ihm Körperhaare ab. Irgendwann fangen ihre österreichischen Freundinnen Bella und Natalie (Nata) an, zum Spaß auch Kopftuch und Schleier zu tragen. Das Musikvideo der drei zum R.E.M.-Song Losing My Religion, in dem sie auch die Gebetskleidung von Yesmins Mutter tragen, wird wider Erwarten in der österreichischen muslimisch-kurdischen Szene ein großer Erfolg; allerdings haben Nati und Bella es ohne Yesmins Einverständnis auf Youtube eingestellt. Kerim zeigt das Video den Eltern. Während der Vater anerkennend die Kommentare liest und sogar selbst ein Lob postet, ist die Mutter empört: Sie empfindet es als eine Verspottung des Islam und ihrer selbst. Yesmin entgegnet aufgebracht, die Reaktion der Mutter sei übertrieben.

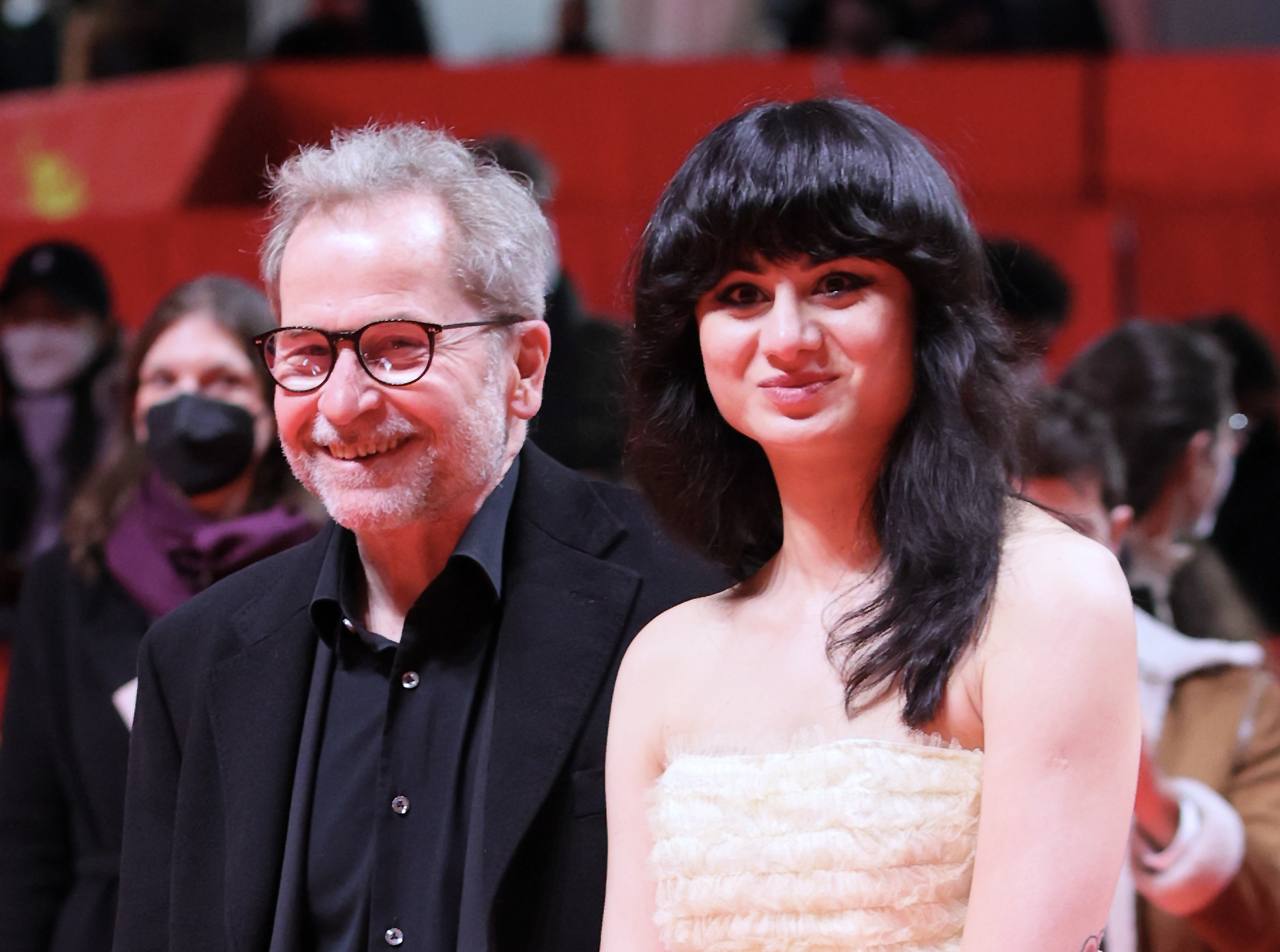
Ulrich Seidl und Kurdwin Ayub (Berlinale 2022)

Es folgen Auftritte der drei jungen Frauen auf Festen und Konzerten, einmal auch in einem islamischen Zentrum vor Muslimas. Omar genießt die Auftritte seiner Tochter, kommt dort mit jungen Leuten in Kontakt, tanzt und achtet sehr auf sein Äußeres. Die Mutter wirft dem Vater vor, sich zu wenig um den Sohn zu kümmern: Kerim arbeitet zu wenig für die Schule und ist ständig außer Haus. Mit seinen Freunden hat er in einem Park nachts ein Schwein geschlachtet und das Video gepostet. Yesmin versucht, ihn aus der Gruppe herauszuholen, doch sie scheitert. Eines Nachts kommt sogar die Polizei auf der Suche nach Kerim wegen des Videos ins Haus, der Vater gibt den Beamten bereitwillig Auskunft.
In einer Talkshow betonen die jungen Frauen, sie wollten sich über nichts lustig machen, sondern junge Mädchen inspirieren und dazu anregen, ein Denken in Schubladen zu vermeiden. Yesmin wird immer stiller. Sie entfremdet sich sowohl von ihrer Kultur als auch von Bella und Natalie, die von der fremden Welt angezogen werden. Bei einem Fest lernen sie zwei junge kurdische Patrioten kennen. Bella und Nati sind von ihnen fasziniert, trinken mit ihnen Alkohol und lassen sich entgegen der Absprache nicht von Yesmins Vater nach Hause bringen, sondern bleiben, was Yesmin sehr traurig macht. Die jungen Männer fordern mehr Respekt vor dem Islam ein und kritisieren das Tanzen in dem erfolgreichen Video. Yesmin entgegnet ihnen, man könne auch mit Kopftuch tanzen. Später warnt sie Bella, sich Hoffnungen auf eine ernsthafte Beziehung mit einem dieser jungen Männer zu machen; Kurden würden Kurdinnen heiraten, sie solle die Finger von ihm lassen. Bella will davon nichts wissen, der Streit wird heftiger und Yesmin stellt sie vor die Wahl: Er oder ich. Die Situation droht eine gefährliche Wendung zu nehmen. Nati und Bella posten Videos mit der kurdischen Flagge und reagieren auf Yesmins Erinnerungen an einen gemeinsamen Auftritt bei einem als konservativ geltenden persischen Fest erst, als sie bereits hinter der Bühne stehen. Yesmin, die vor der Tür auf ihre Freundinnen gewartet hatte, entschließt sich kurzerhand, ihr Kopftuch abzunehmen und mit kurzem Kleid aufzutreten. Nachdem sie dafür von den anderen beiden kritisiert wird, entsteht ein Streit, bei dem die zunehmende Distanzierung Yesmins von den übernommenen Ansichten der Anderen sichtbar wird.
Als Yesmin von Bellas jüngerer Schwester Lia einen Anruf erhält, Bella und Nati seien seit dem Vortag verschwunden, kann sie ihr nicht weiterhelfen. Später teilt Lia ihr mit, die beiden seien im Irak. Yesmin wird zusehends apathisch. Sie tröstet ihre Mutter, die ihr von der Zeit im Irak erzählt, in der sie acht Jahre in einem Bunker leben musste. Yesmin vernachlässigt die Schule, ihre Noten verschlechtern sich und da sie sozial isoliert ist, verbringt sie ihre Zeit mit Bellas anspruchslosen jüngeren Schwestern, die sich ausmalen, dass Bella und Nati jetzt ein schönes Leben hätten. Sie betrinken sich und Yesmin muss sich erbrechen. Ihre Eltern holen sie ab.

## Produktion

### Filmstab

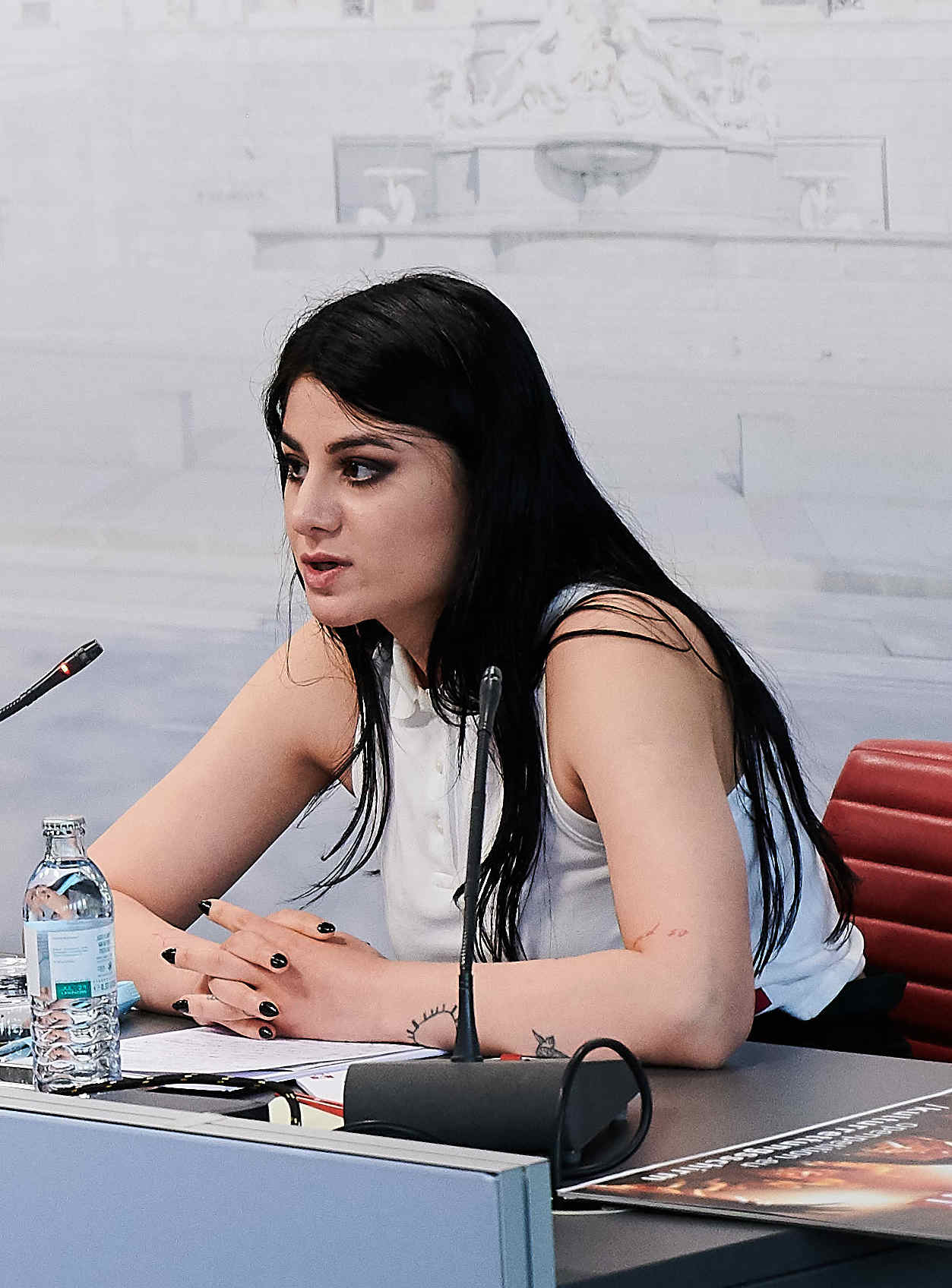
Regisseurin und Drehbuchautorin Kurdwin Ayub, 2020

Regie führte Kurdwin Ayub, die hier ihr Spielfilmdebüt vorlegt. Von ihr stammt auch das Drehbuch. Die Idee zum Film hatte die Filmemacherin, als sie eine britische Band aus schiitischen Mädchen sah, die vollverschleiert muslimische Lieder auf Englisch sangen, um den Islam weiterzutragen.
Die Kameraführung lag bis März in den Händen von Caroline Bobek, die nach der pandemiebedingten Unterbrechung an Enzo Brandner übergab. Editor war Roland Stöttinger.
Wie Ulrich Seidl arbeitet auch Kurdwin Ayub mit Laiendarstellern. In wichtigen Rollen sind Melina Benli, Law Wallner und Maya Wopienka zu sehen.

### Produktion und Förderungen
Produziert wurde der Film von Ulrich Seidl und Georg Aschauer. Die Projektentwicklung wurde mit 25.000 Euro vom Filmfonds Wien gefördert. Dieser unterstützte die Produktion mit weiteren 350.000 Euro, nach Angaben des Österreichischen Filminstituts sogar mit 595.255 Euro. Über das ORF Film-/Fernsehabkommen wurden Mittel in Höhe von 363.515 Euro zugesagt.

### Dreharbeiten und Veröffentlichung
Die Dreharbeiten fanden vom 29. August bis 4. Oktober 2020 in Wien statt.
Der Film feierte am 12. Februar 2022 auf der Berlinale seine Weltpremiere in der Sektion Encounters. Der Weltvertrieb liegt in den Händen von Cercamon aus Dubai.
Am 5. April 2022 wurde mit dem Film die Diagonale eröffnet. Im Juni 2022 wurde der Film im Rahmen von Berlinale Goes Open Air gezeigt. Der österreichische Kinostart erfolgte am 9. September 2022. Am 1. Dezember 2022 kam er in die deutschen Kinos.

## Rezeption
Hannah Pilarczyk lobte im Spiegel die „ausgeklügelte[n] Dramaturgie[n]“.

## Auszeichnungen und Nominierungen
- 2022: Internationale Filmfestspiele Berlin: GWFF-Preis Bester Erstlingsfilm[15]
- 2022: Internationale Filmfestspiele Berlin, Sektion Encounters: Preis für den Besten Film, Preis für die Beste Regie, Spezialpreis der Jury (nominiert)[9]
- 2022: Thomas-Pluch-Drehbuchpreis – Nominierung für den Hauptpreis, Auszeichnung mit dem Spezialpreis (Kurdwin Ayub)[16]
- 2022: Viennale – Auszeichnung mit dem Wiener Filmpreis
- 2023 South East European Film Festival - Los Angeles: Best Feature - Honorable Mention[17]